# Mullissu-mukannishat-Ninua
Mullissu-mukannishat-Ninua (En acadio: Mullissu-mukannišat-Nīnua) fue una reina del imperio neoasirio como consorte principal de Asurnasirpal II (883-859 a. C.). Probablemente también fue la madre de su hijo y sucesor Salmanasar III (859-824 a. C.). Mullissu-mukannishat-Ninua sólo se conoce por su sepultura, descubierta en Nimrud en 1989. Era hija del "gran copero" Ashur-nirka-da´´inni y, como tal, probablemente pertenecía a la aristocracia asiria antes de convertirse en reina.

## Biografía

### Reina de Asurnasirpal II
Mullissu-mukannishat-Ninua sólo se conoce por su sepultura y el contenido hallado en esta, encontrada en 1989 entre las tumbas de las reinas de Nimrud en las ruinas del Palacio del Noroeste de la antigua capital asiria de Nimrud. Por ello, poco se sabe de ella aparte de su nombre. Según la inscripción de la tapa de su sarcófago, fue la reina de Asurnasirpal II (883-859 a. C.). Mullissu-mukannishat-Ninua fue probablemente la primera persona en ser enterrada en las tumbas del Palacio del Noroeste, ya que su sarcófago es más ancho que la entrada de la sala que lo alberga y, como tal, debe haber sido construido antes que la bóveda circundante.
Dado que se desconocen las reinas de los dos reyes neoasirios que precedieron a Asurnasirpal II (Adad-nirari II, 911-891 a. C., y Tukulti-Ninurta II, 891-884 a. C.) Mullissu-mukannishat-Ninua es la primera reina del Imperio neoasirio de la que se conoce información sobre su origen y antecedentes familiares; su inscripción funeraria la identifica como hija de Ashur-nirka-da´´inni, el "gran copero" (šāqiu rabiu) de Asurnasirpal. Es posible que Ashur-nirka-da´´inni sea la misma persona que un hombre del mismo nombre que era el titular del epónimo (la persona cuyo nombre se utilizaba como nombre del año) en el 860 a .C. El arqueólogo Michael Roaf sugirió en 1995 que el nombramiento de Ashur-nirka-da´´inni como gran copero y titular del epónimo coincidió con el matrimonio de Mullissu-mukannishat-Ninua con Asurnasirpal y que, por lo tanto, fue la segunda esposa del rey (después de una reina anterior desconocida) y estuvo casada con él sólo brevemente, pero esto es especulativo; es igualmente probable que Ashur-nirka-da´´inni ocupara el cargo de gran copero mucho antes y que el hecho de que se le honrara como titular del epónimo fuera un hecho tardío. Debido a sus nombres típicos asirios y a la alta posición de Ashur-nirka-da´´inni es probable que tanto Mullissu-mukannishat-Ninua como su padre pertenecieran a la aristocracia asiria.

### Después del reinado de Asurnasirpal II
Por la inscripción de su sarcófago se deduce que Mullissu-mukannishat-Ninua sobrevivió a Asurnasirpal durante algún tiempo. Curiosamente, la inscripción parece identificarla como la reina tanto de Asurnasirpal como del hijo de este y sucesor Salmanasar III (859-824 a. C.). Su significado no está claro y se han propuesto varias explicaciones; si era joven y sólo se casó con Asurnasirpal a finales de su reinado, en principio podría haberse casado con su hijo. Otra posibilidad es que se le permitiera conservar el título de reina tras la muerte de su marido (es decir, como reina viuda), aunque no hay apenas pruebas de que otras reinas asirias lo hicieran. También es posible que la inscripción se limite a identificarla por su título formal y deba interpretarse como que fue la reina de Asurnasirpal, pero que murió en el reinado de Salmanasar. Si Mullissu-mukannishat-Ninua era la esposa o la madre de Salmanasar se sigue debatiendo académicamente, aunque se considera más probable que fuera su madre.
El sarcófago de Mullissu-mukannishat-Ninua fue saqueado en algún momento posterior a su sepultura. Durante el saqueo, se rompió una parte de la gran tapa de piedra del sacrófago y con el paso de los siglos se deterioró gravemente la tumba. Cuando se encontró la sepultura en 1989, todo lo que se halló en el interior del sarcófago saqueado fue una cuenta de piedra y un trozo de hueso.